# Guillaume le Vasseur de Beauplan

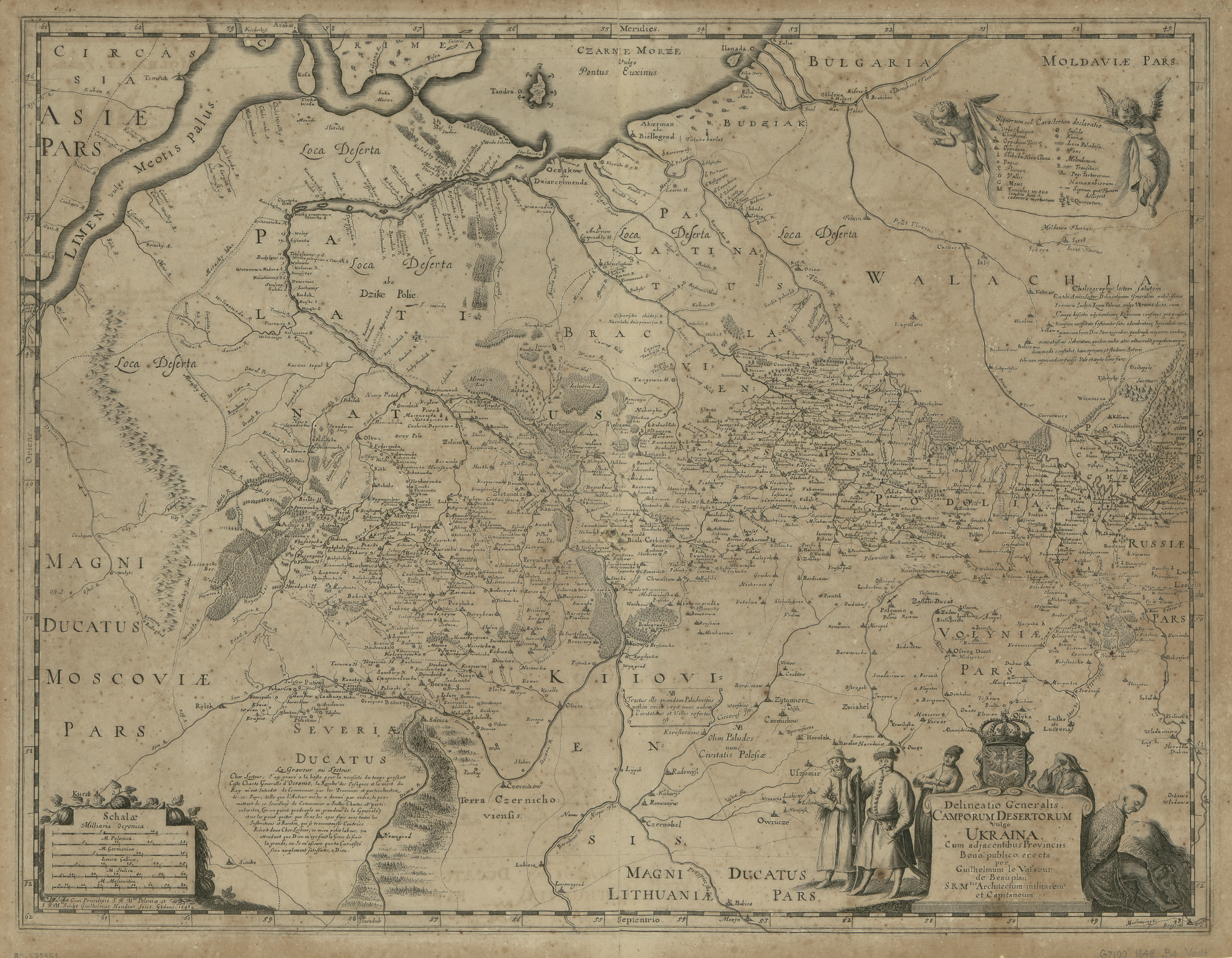
Rappresentazione generale delle pianure vuote (nel linguaggio comune, Ucraina), insieme con le sue province vicine creato 1648 da Beauplan.

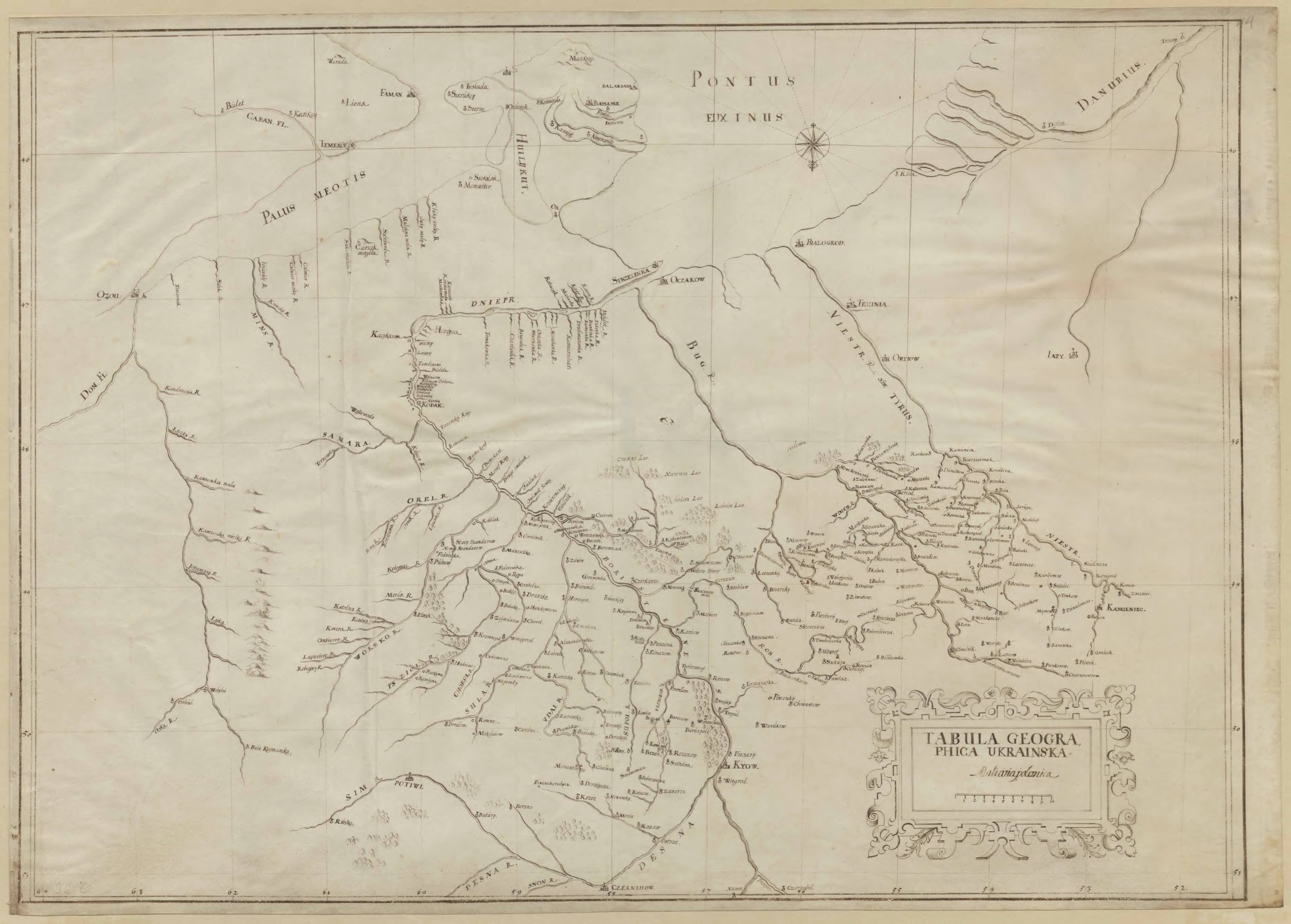
Tabula Geographica Ukrainska creato 1639 da Beauplan.

Guillaume le Vasseur de Beauplan (1600 circa – Rouen, 6 dicembre 1673) è stato un ingegnere, architetto e cartografo francese, attivo in Polonia e Ucraina per conto della Confederazione Polacco-Lituana durante le guerre polacco-ottomane del 1630-40. Fu uno dei primi cartografi a comporre mappe del territorio ucraino per i lettori dell'Europa Occidentale.

## Biografia
Nato in Normandia al principio del XVII secolo, Guillaume Le Vasseur de Beauplan si portò in Polonia nel 1630. Capitano di artiglieria dell'esercito della Confederazione Polacco-Lituana dal 1630 al 1648, Le Vasseur de Beauplan prese parte alle operazioni del 1637-1638 contro Pavlo Pavliuk e Yakiv Ostrianyn volute dal Grand Hetman Stanisław Koniecpolski. Nel 1639 Guillaume, in veste di architetto militare, diresse la ricostruzione della fortezza di Kodak, distrutta dai cosacchi, curando, negli anni successivi, l'erigenda del castello di Bar, del castello di Brody, della fortezza di Kremenchuk e di altre opere fortificate.
Tornato in Europa, Le Vasseur de Beauplan diede alle stampe numerose mappe raffiguranti i territori ucraini del Dnieper e una sua descrizione geografica e socio-politica dell'Ucraina.

### Produzione artistica e letteraria
Le Vasseur de Beauplan disegnò la prima mappa dell'Ucraina nel 1639, poi stampata a Danzica (1654) con incisioni del maestro olandese Willem Hondius. La successiva edizione francese (Rouen 1660) ebbe un notevole successo e diffuse le mappe di Guillaume in tutte le corti europee. L'opera successiva, una mappa del basso corso del Dnieper, venne pubblicata anonima dall'autore ad Amsterdam nel 1662.
Nel 1651, Le Vasseur de Beauplan pubblicò a Rouen una Description des contrés du Royaume de Pologne di sapore politico-geografico, la prima opera di un europeo descrivente le terre dell'Ucraina. La Description venne riedita nel 1660 come Description d'Ukraine e una terza volta nel 1661. Fuori dalla Francia, l'opera venne data alle stampe in Inghilterra nel 1704, in Germania nel 1780, in Polonia nel 1822 e in Russia nel 1832. La quarta edizione francese data al 1861.

### Opere
- Description d'Ukraine, qui sont plusieurs prouinces du royaume de Pologne. Contenues depuis les confins de la Moscouie, iusques aux limites de la Transilvanie. Ensemble leurs moevrs, fançons de viures, & de faire la Guerre, Rouen 1660.
- Beschreibung der Ukraine, der Krim und deren Einwohner. Aus dem Französischen übersetzt und nebst einem Anhange der die Ukraine, und die Budziackische Tataren betrift, und aus dem Tagebuche eines deutschen Prinzen, und eines Schwedischen Kavaliers gezogen worden, Herausgegeben von Johann Wilhelm Moeller, Breslavia 1780.